# Княжество Эрфурт
Княжество Эрфурт (нем. Fürstentum Erfurt; фр. Principauté d'Erfurt) — существовавшее с 1807 по 1814 год государство на территории нынешней Тюрингии, состоявшее из города Эрфурт и окружавших его владений. Подчинялось непосредственно императору Франции Наполеону, а не входило в состав Рейнского союза. После почти трёхмесячной осады город в 1814 году пал перед прусскими, австрийскими и русскими войсками. Будучи в основном прусской территорией до наполеоновских войн, большая часть земель была возвращена Пруссии Венским конгрессом.

## Предыстория
После французских революционных войн и Люневильского мира Священная Римская империя претерпела процесс существенной территориальной реорганизации, известной как германская медиатизация, по которой с X века принадлежавший курфюршеству и архиепископству Майнц Эрфурт был передан Королевству Пруссия для возмещения полученных от неё Францией земель на левом берегу Рейна.
Опасаясь усиления Франции после поражения Австрии и создания Рейнского союза, Пруссия и Россия мобилизовались для новой кампании, а прусские войска сосредоточились в Саксонии в рамках войны четвёртой коалиции. Двойное сражение при Йене и Ауэрштедте 14 октября 1806 года на плато к западу от реки Заале между великой армией и войсками Фридриха Вильгельма III Прусского закончилось сокрушительным поражением пруссаков, подчинившим Пруссию Франции вплоть до 1813 года.
После Йены и Ауэрштедта большое количество беженцев появилось у прусской крепости Эрфурт. Сначала им было отказано во въезде, но позже ворота открылись и город наполнился не менее чем 12 тыс. деморализованных солдат. Некоторые офицеры пытались вернуть солдат в полки, но те отказывались сотрудничать. Маршал Франции Иоахим Мюрат отправил полковника Клода де Преваля в Эрфурт под флагом перемирия. Француз потребовал немедленной сдачи, от чего прусский комендант сначала отказался. Герцог Саксен-Веймарский и Саксен-Эйзенахский Карл Август ждал возле Эрфурта в надежде, что к отступившим присоединится большое количество солдат; когда это сделали лишь немногие, он удалился в сторону Лангензальцы. Без поддержки потерявшего сознание от полученных в Ауэрштедте ран прусского генерал-фельдмаршала Мёллендорфа, комендант крепости подписал статьи о капитуляции; в условия входили сдача Петерсбергской цитадели и большое количество пороха и боеприпасов. В общей сложности около 12 тыс. прусских и саксонских солдат под командованием принца Оранж-Нассау Вильгельма VI попали в плен вместе с 65 артиллерийских орудий. К этому моменту сам Мюрат имел 16 тыс. солдат. Историк Фрэнсис Лорейн Петре заметил, что Эрфурт был первой из серии «малодушных капитуляций» командиров прусских крепостей, по его мнению планы Наполеона могли быть отложены, если бы город продержался всего несколько дней. Вместо этого французский император смог немедленно бросить всю армию вслед за бегущими врагами.

## Французское правление
Эрфуртом управлял гражданский и военный сенат (Finanz- und Domänenkammer Erfurt) под руководством французского губернатора, базировавшегося в резиденции губернатора Kurmainzische Statthalterei времён курфюршества. Наполеон впервые посетил княжество 23 июля 1807 года, осматривая цитадели и укрепления.
4 августа 1807 года Наполеон присоединил Саксен-Веймарскую территорию Бланкенхайн и объявил Эрфуртское княжество непосредственно подчинённым ему как «имперское государственное владение», отдельное от Рейнской конфедерации (которая номинально была французским протекторатом, созданным чтобы заменить ныне несуществующую Священную Римскую империю), к которой присоединились окружающие тюрингские государства.
27 сентября 1808 года Наполеону торжественно вручили ключи от города на Брюлер-Тор, прежде чем он отправился на встречу с Александром I по дороге в Веймар, чтобы снова войти в город с императором. С 27 сентября по 14 октября 1808 года Наполеон провёл в княжестве Эрфуртский конгресс, призванный подтвердить заключённый годом ранее Тильзитскими договорами в конце войны Четвёртой коалиции союз с Россией. Встреча превратилась в большую конференцию с участием множества королей, принцев, герцогов, баронов и знатных людей со всей Европы, в том числе королей Саксонии, Баварии, Вюртемберга и Вестфалии (последним из них был брат Наполеона Жером). В результате конвенция признала русские завоевания Финляндии у Швеции и Дунайских княжеств у Османской империи и заявила, что, если Франция снова вступит в войну с Австрией, Россия должна действовать сообща, хотя поддержка царя в войне против Пятой коалиции была минимальной.
Во время своего правления французы ввели уличное освещение и налог на иностранных лошадей для оплаты содержания дорожного покрытия. Петерскирхе пострадала во время французской оккупации: её инвентарь был продан с аукциона другим местным церквям, включая орган, колокола и даже башню часовни Тела Христова (Fronleichnamskapelle), а библиотека бывшего монастыря была передана в дар Эрфуртскому университету (а затем в библиотеку Бойнебурга, когда университет закрылся в 1816 году). Точно так же цитадель Кириаксбург (Zitadelle Cyriaksburg) была повреждена французами: стены со стороны города были частично разобраны в поисках воображаемых сокровищ монастыря, а рабочим платили от продажи строительных материалов.
В 1811 году в ознаменование рождения принца (впоследствии Наполеона II) по инициативе французской администрации и на средства городской казны на площади из дерева и гипса была воздвигнута 21-метровая церемониальная колонна (Die Napoleonsäule). Открыт 20 марта 1811 г .; он был сожжён и разрушен горожанами 6 января 1814 года, когда Шестая коалиция наконец вошла в город после более чем двухмесячной осады. Точно так же храм в греческом стиле Napoleonshöhe, увенчанный статуей крылатой Победы со щитом, мечом и копьём с бюстом Наполеона работы Фридриха Дёлля был установлен в Штигервальдском лесу по указанию председателя сената фон Реша; дизайн включал грот с фонтаном и клумбами с использованием большого водоёма, удалённого от Петерскирхе — was erected in the Stiegerwald woods on the direction of the senate-president von Resch; the design included a grotto with fountain and flower beds, using a large water basin removed from the Peterskirche. Церемония открытия 14 августа 1811 года после экстравагантного празднования дня рождения Наполеона с панегириком, который Реш дал небольшому празднику со стороны граждан, французская администрация заказала роспись храма от Генрих Дорнхейм" в 1812 г., но он был сожжён 1 ноября 1813 г. и полностью разрушен горожанами и осаждающими в 1814 г. Празднование дня рождения Наполеона было повторено в 1812 году с концертом в Предигеркирхе под управлением Луи Шпора..

## Осада и захват войсками коалиции
После катастрофического поражения в России Наполеон 15 декабря 1812 года ненадолго оставил остатки Великой армии в Эрфурте на обратном пути во Францию.
С формированием Шестой коалиции после поражения Франции 24 февраля 1813 г. Наполеон приказал Петербургской цитадели подготовиться к осаде, посетив город 25 апреля для осмотра укреплений, в частности обеих цитаделей. Французские власти запретили все захоронения на городских кладбищах с 26 июня 1813 года, создав единое центральное кладбище на Йоханнесплатц, договорённость действовала до 9 декабря 1816 года, когда город был возвращён Пруссии. После введения военного положения в Петерсбергской цитадели в 1813 г. Петерскирхе использовалась как склад, а в Эрфуртском соборе был перезахоронены останки графов Глайхен.
10 июля 1813 г. император поставил во главе обороны бригадного генерала и барона империи Александа д’Альтона. Когда французы постановили призвать 1 тыс. человек в Великую армию, новобранцы вместе с другими гражданами участвовали 19 июля в беспорядках, в результате которых было арестовано 20 человек, двое из которых были приговорены французским военным трибуналом к смертной казни; в результате французы приказали закрыть все гостиницы и пивные.
После победы Шестой коалиции под Лейпцигом (16—19 октября 1813 г.) французские войска направляются к Эрфурту; Наполеон 23 октября посетил свой единственный крупный склад оружия и провианта к востоку от Рейна. В течение недели после битвы Эрфурт был осаждён прусскими, австрийскими и русскими войсками под командованием генерал-лейтенанта фон Клейста. В результате артиллерийского обстрела Петерсбергской цитадели 6 ноября был нанесён значительный ущерб районам к северу от собора и разрушена большая часть монастырских построек и храмаPeterskirche..
После капитуляции, подписанной д’Альтоном 20 декабря 1813 г., французские войска отошли к крепостям Петербург и Кириаксбург, что позволило коалиционным силам 6 января 1814 г. пройти в Эрфурт через ворота Schmidtstedter под ликование горожан. Церемониальная колонна Napoleonsäule была сожжена и уничтожена как символ угнетения. Через 3 дня после призыва добровольцев 300 эрфуртеров присоединились к коалиционным армиям во Франции.
В мае 1814 года французы капитулировали, и 1700 французских войск покинули крепости Петербург и Кириаксбург. За два с половиной месяца осады в городе сильно выросла смертность. В 1813 году умерло 1564 гражданина Эрфурта, что примерно на тысячу больше, чем в предыдущем году.
После Венского конгресса Эрфурт был возвращён Пруссии 21 июня 1815 года, став столицей одного из трёх округов (Regierungsbezirke) новой провинции Саксония, но некоторые южные и восточные части земель Эрфурта присоединились к Бланкенхайну и были переданы. Великое герцогство Саксен-Веймар-Эйзенах в сентябре следующего года. Хотя с запада, юга и востока он окружён территорией Тюрингии, город оставался частью прусской провинции Саксония до 1944 года.